# Halowe Mistrzostwa Świata w Lekkoatletyce 2010 – sztafeta 4 × 400 m kobiet
Sztafeta 4 x 400 metrów kobiet – jedna z konkurencji rozegranych podczas XIII Halowych Mistrzostw Świata w Lekkoatletyce.
W przeciwieństwie do pozostałych konkurencji, w biegach sztafetowych IAAF nie wprowadził minimów kwalifikacyjnych, a o występie narodowych sztafet decydowały krajowe federacje lekkoatletyczne. Do mistrzostw zgłoszono tylko 5 sztafet, zatem został od razu rozegrany bieg finałowy, który odbył się w ostatni dzień zawodów – 14 marca o 17:45 czasu lokalnego (15:45 CET).
Trzecie miejsce w biegu zajęły Jamajki, jednak brązowe medale zostały im odebrane z powodu wykrycia dopingu u biegnącej na pierwszej zmianie Bobby-Gaye Wilkins, na 3. miejsce zostały zatem przesunięte czwarte na mecie Czeszki.

## Rekordy
W poniższej tabeli przedstawione są halowy rekord świata, rekord halowych mistrzostw świata, najlepszy wynik w 2010 oraz rekordy poszczególnych kontynentów z dnia 10 marca 2010 roku.
| Halowy rekord świata              | Rosja · Julija Guszczina · Olga Kotlarowa · Olga Zajcewa · Olesia Forszewa                          | 3:23,37 | Glasgow, Wielka Brytania     | 28.01.2006 |
| Rekord halowych mistrzostw świata | Rosja · Olesia Forszewa · Olga Kotlarowa · Tatiana Lewina · Natalia Nazarowa                        | 3:23,88 | Budapeszt, Węgry             | 07.03.2004 |
| Listy światowe                    | University of Arkansas Karen Thomas Regina George Edina Brooks Shelise Williams                     | 3:33,18 | Nowy Jork, Stany Zjednoczone | 06.02.2010 |
| Halowy rekord Azji                | Indie · Manjeet Kaur · Sini Jose · Chitra K. Soman · Mandeep Kaur                                   | 3:37,46 | Doha, Katar                  | 16.02.2008 |
| Halowy rekord Europy              | Rosja · Julija Guszczina · Olga Kotlarowa · Olga Zajcewa · Olesia Forszewa                          | 3:23,37 | Glasgow, Wielka Brytania     | 28.01.2006 |
| Halowy rekord Ameryki Północnej   | Stany Zjednoczone · Monique Hennagan · Michelle Collins · Zundra Feagin-Alexander · Shanelle Porter | 3:27,59 | Maebashi, Japonia            | 07.03.1999 |
| Halowy rekord Australii i Oceanii | Australia · Susan Andrews · Tania Van Heer-Murphy · Tamsyn Lewis · Cathy Freeman                    | 3:26,87 | Maebashi, Japonia            | 07.03.1999 |

## Rezultaty

### Finał
| Pozycja | Reprezentacja     | Zawodniczki                                                                    | Czas      | Uwagi |
| ------- | ----------------- | ------------------------------------------------------------------------------ | --------- | ----- |
|         | Stany Zjednoczone | Debbie Dunn, DeeDee Trotter, Natasha Hastings, Allyson Felix                   | 3:27,34   | WL AR |
|         | Rosja             | Swietłana Pospiełowa, Natalia Nazarowa, Ksenija Wdowina, Tatiana Firowa        | 3:27,44   | SB    |
|         | Czechy            | Denisa Rosolová, Jitka Bartonicková, Zuzana Bergrová, Zuzana Hejnová           | 3:30,05   | SB    |
| 4.      | Wielka Brytania   | Kim Wall, Vicki Barr, Perri Shakes-Drayton, Lee McConnell                      | 3:30,29   | SB    |
| DSQ     | Jamajka           | Bobby-Gaye Wilkins, Clora Williams, Davita Prendergast, Novlene Williams-Mills | (3:28,49) | (NR)  |